# Micromundo
Un micromundo es un ambiente de aprendizaje, basado en el lenguaje de programación Logo, en el cual se pueden construir proyectos para cualquier materia del currículo, incorporando gráficos, figuras animadas, texto, sonido y multimedia.
Es una herramienta con fundamento pedagógico constructivista que simula el mundo real en un ordenador, permitiendo a los individuos tomar decisiones, analizar casos, cometer errores y dar soluciones a un problema determinado. De este modo se promueve la formulación y reformulación de sus modelos mentales y, en consecuencia, la representación de un conocimiento cada vez más cercano al objeto de estudio.

## Historia
El matemático e investigador Seymour Papert, especialista en educación e inteligencia artificial, acuñó el término “micromundo” a finales de la década de 1970, definiendo dicho término como: “un ambiente de aprendizaje interactivo sobre la base de computadoras, donde los prerrequisitos están incorporados al sistema y donde los estudiantes pueden convertirse en arquitectos activos, constructores de su propio aprendizaje”. 
Papert integra el proceso enseñanza-aprendizaje mediante un ambiente que simula el mundo real, usando medios informáticos donde el individuo puede llegar a comprender de manera simple los conceptos que se quieren dar a conocer mediante la construcción de objetos y el diseño de programas informáticos. Esta manera de aprender haciendo tiene su fundamento en lo que Seymour Papert definió como construccionismo.

## Características
La educación tradicional ha cambiado considerablemente, emergiendo otros tipos de educación, como la virtual y la escrita ya que los profesores no tienen derecho de pegarle a sus estudiantes para mejorar los procesos individuales de la enseñanza y el aprendizaje se ha realizado una búsqueda de nuevos métodos con ayuda de las tecnologías de la información y la comunicación, apareciendo por tanto un nuevo elemento: el micromundo. Esta herramienta va a permitir mejorar el proceso de enseñanza-aprendizaje, pues los estudiantes cuentan con gran cantidad de información, siendo esta a su vez variable y compleja. 
Aunque el componente computacional es un elemento importante, este no es el único, pues hay otros elementos que interactúan entre sí en el proceso de aprendizaje, que según Osorio de Hoyless y Noss (1987), citado por Castro, D.A., Duque, S. y Jaén, S. (2015) son:
- Componente técnico: soporte utilizado para la ambientación (software).

- Componente Pedagógico: planificación y las actividades definidas por el profesor.

- Componente Contextual: ambiente social en el que se desenvuelve el micromundo.

- Componente Alumno: sujeto que aprende.

De este modo, algunas de las características de los micromundos son:
1. Facilidad de uso: los estudiantes amplían sus conocimientos explorando y creando en una interfaz gráfica atractiva.

1. Capacidad de motivación: se trata de un entorno capaz de mantener el interés del alumnado debido a su vinculación con las TIC, su novedad…

1. Relevancia curricular: permite abordar gran variedad de temas.

## Tipos
Según Galvis, A., los micromundos pueden ser intrínsecos o extrínsecos, dependiendo de la menor o mayor relación que tengan con el eje de aprendizaje que se desea propiciar con el MEC.
- Micromundos intrínsecos: surgen cuando el maestro o formador conoce bien el problema,  a sus alumnos y el contexto en el que estos se desenvuelven, por lo que aumentan el conocimiento y las habilidades de los estudiantes.

- Micromundos extrínsecos: no tienen que ver directamente con lo que se aprende, pero sirven para despertar la motivación extrínseca, aunque no garantizan que esta se mantenga.

## Objetivos
Según Barbosa, L. M. , algunos de los objetivos que se pretenden alcanzar al aplicar los micromundos en el proceso de enseñanza-aprendizaje son:
- Crear grupos participativos que construyan modelos mentales.

- Recrear esos modelos, con la formalización y simulación en el computador, y luego aplicarlos para que se puedan comparar con el comportamiento de otros modelos.

- Utilizar los micromundos para reforzar y clarificar los conceptos aprendidos en la clase, especialmente aquellos que presentan más dificultad.